# Lerista amicorum
Lerista amicorum — вид сцинкоподібних ящірок родини сцинкових (Scincidae). Ендемік Австралії.

## Опис
У сцинків Lerista amicorum є чотири кінцівки, на кожній з яких є три пальця.

## Поширення і екологія
Lerista amicorum мешкають у верхів'ях річки Фортеск'ю в Західній Австралії. Вони живуть на алювіальних рівнинах, в саванах і на сухих луках.